# Agrotis atrifascia
Agrotis atrifascia är en fjärilsart som beskrevs av George Francis Hampson 1907. Agrotis atrifascia ingår i släktet Agrotis och familjen nattflyn. Inga underarter finns listade i Catalogue of Life.